# Top Gear (formato original)
Top Gear era un show de automóviles comenzado en 1977 en la BBC en el Reino Unido. Tuvo un largo tiempo de emisión hasta 2001 y fue sucedido por la nueva versión comenzada en 2002, así como un número de spin-offs, incluyendo una versión americana de esta.

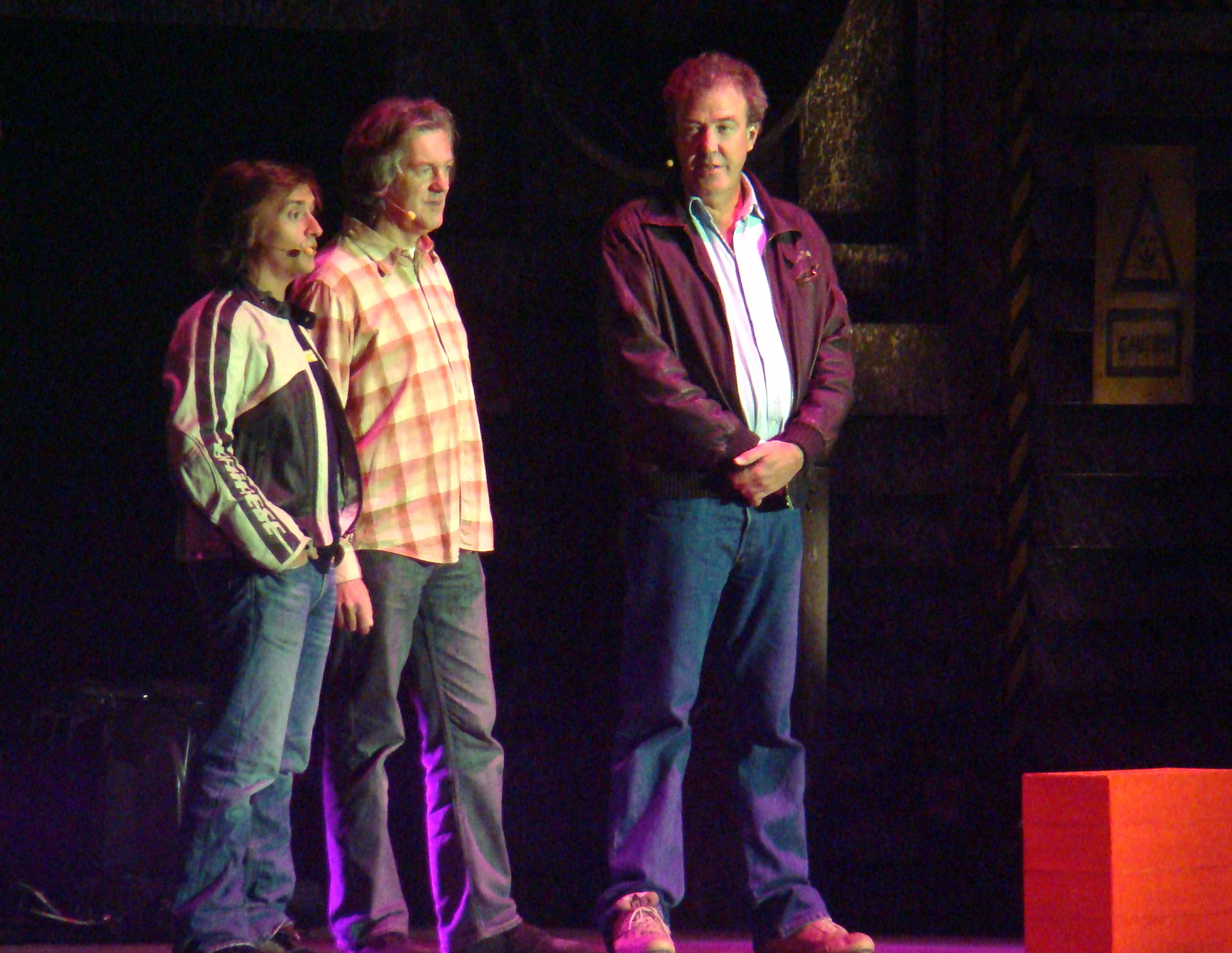
El equipo de Top Gear : Richard Hammond, James May y Jeremy Clarkson en octubre de 2008

## Coche del año
Cada año, Top Gear selecciona el mejor coche del año. Los ganadores seleccionados:
- 1997 – Ford Puma 1.7
- 1998 – Ford Focus (Mk1)
- 1999 – Fiat Multipla
- 2000 – Ford Mondeo
- 2001 – Toyota Picnic
- 2002 – Range Rover

Nota: El BMW Z3 M Coupé fue votado "Coche del año por los conductores", y el Mercedes Benz S500 como "Coche ejecutivo del año" en 2000.

## Estudio de coches
Desde 1994, la revista realizó una encuesta de satisfacción a los clientes que fue publicando cada mes de abril para revelar que automóviles resultan satisfactorios de comprar. Los resultados fueron anunciados en el programa, aunque los detalles completos sólo se incluyeron en la revista.
El Toyota Corolla fue el primer ganador de las cuatro encuestas, el Subaru Impreza ganó las encuestas en 1998 y 1999, y el Subaru Legacy en 2000 y 2001.
Los coches en las posiciones más bajas de las encuestas fueron el Vauxhall Frontera en 1994, Ford Escort en 1995, Lada Samara en 1996 y 1997, Vauxhall Vectra  en 1998, Ford Galaxy en 1999 y Vauxhall Sintra en 2000 y 2001.
En 1998, Škoda fue calificado como la marca más satisfactoria de coches en la encuesta, sólo unos pocos años antes, la marca había sido el blanco de muchas bromas acerca de la sub-estándar diseño y la calidad de los coches anteriores. Los fabricantes japoneses -particularmente Subaru, Toyota, Honda y Mazda, también recibieron altas calificaciones en las encuestas de Top Gear. Similar alabanza fue a BMW, Hyundai,  Kia, Mitsubishi, Nissan y Volvo. Por el contrario, muchas marcas recibieron fuertes críticas en las encuestas - en particular Lada, Fiat, Vauxhall, Peugeot, Ford y Alfa Romeo.

## Álbumes musicales
En total se lanzaron 10 álbumes musicales (la mayoría solo disponibles en el mercado del Reino Unido):
- Top Gear (1994). 2 CD Package. 35 pistas.
- Top Gear 2 (1995). 2 CD Package. 36 pistas.
- Top Gear 3 (1996). 2 CD Package. 29 pistas.
- Top Gear - Comedy Hits (1995). 2 CD Package. 35 pistas.
- Top Gear - On The Road Again (1996). Pack 2 CD. 36 pistas.
- Top Gear - Anthems (1998). Pack 2 CD. 38 pistas.
- Top Gear Classics - Turbo (1995). 1 CD. 17 pistas.
- Top Gear Classics - Baroque Busters (1995). 1 CD.
- Top Gear Classics - Open Top Opera (1995). 1 CD.
- Top Gear Classics - Motoring Moods (1995). 1 CD.

## Lanzamientos en VHS
- 1994 - Super Cars. Presented By Jeremy Clarkson And Tiff Needell (62 min).
- 1994 - Classic Cars. Presented By Quentin Willson (65 min).
- 1997 - Fast & Furious. Presented By Jeremy Clarkson And Tiff Needell (77 min).
- 1998 - Classic Cars: Aston Martin. Presented By Jeremy Clarkson (45 min).
- 1998 - Classic Cars: Porsche. Presented By Tiff Needell (45 min).
- 1998 - Classic Cars: Ferrari. Presented By Chris Goffey (45 min).
- 1998 - Classic Cars: Jaguar. Presented By Quentin Willson (45 min).
- 1999 - Top Gear: 21 Years. Presented By Kate Humble, preproduction/promotional release (29 min).
- 2000 - Fast & Furious II. Presented By Tiff Needell, With Clarkson, Willson And Butler-Henderson (72 min).